# Paragomphus tournieri
Paragomphus tournieri är en trollsländeart som beskrevs av Legrand 1992. Paragomphus tournieri ingår i släktet Paragomphus och familjen flodtrollsländor. IUCN kategoriserar arten globalt som otillräckligt studerad. Inga underarter finns listade i Catalogue of Life.